# 光のフィルメント
「光のフィルメント」（ひかりのフィルメント）は、高垣彩陽の2枚目のシングル。2010年11月17日にミュージックレインから発売された。

## 概要
表題曲「光のフィルメント」は、テレビアニメ『伝説の勇者の伝説』の後期エンディングテーマとして採用されている。作詞・作曲とタイトル名の考案をeufoniusが担当している。これはテレビアニメ『true tears』で高垣がヒロインの声を、eufoniusが主題歌を担当した縁で実現したものである。
2011年11月23日に発売されるeufonius
の12thアルバム『フォノン』に、本作のセルフカバーバージョンが収録されている。
販売形態は通常盤と初回盤の2種類からなり、後者には「光のフィルメント」のPVを収録したDVDが同梱されている。3曲目には、エドウィン・ホーキンス作のゴスペルソング「Oh Happy Day」が収録されている。

## 収録曲
1. 光のフィルメント [4:48]
作詞：riya、作曲・編曲：菊地創
  - テレビアニメ『伝説の勇者の伝説』後期エンディングテーマ

フィルムを「再生」、「記憶」を意味する言葉に置き換えたeufoniusによる造語で、歌詞にもふたりの記憶のかけらを意味する「ふたりのセグメント」というフレーズが登場している[3]
2. Be with you [4:27]
作詞：板橋カナオ・飯田清澄、作曲：飯田清澄、編曲：齋藤真也
3. Oh Happy Day [3:52]
作詞・作曲：エドウィン・ホーキンス（英語版）、編曲：齋藤真也
原曲は天使にラブ・ソングを2でも使用されたエドウィン・ホーキンスによる楽曲で、高垣が「クリスマスっぽい合唱曲が良い」と話したことでマネージャーが天使にラブ・ソングを2で使用された当楽曲を採用するに至った[3]。
なお1コーラス目は高垣1人の声を重ね録りしている[3]。

DVD（初回限定盤のみ）
1. 光のフィルメント Music Clip
2. 光のフィルメント TV Spot（15sec＋30sec）

## 収録作品

### アルバム
| 発売日           | アルバムタイトル | 備考                  |
| 光のフィルメント | 光のフィルメント | 光のフィルメント      |
| ---------------- | ---------------- | --------------------- |
| 2013年4月17日    | relation         | 1stオリジナルアルバム |
| Be with you      |                  |                       |
| 2013年4月17日    | relation         | 1stオリジナルアルバム |
| Oh Happy Day     |                  |                       |
| 2011年11月23日   | melodia          | 1stミニアルバム       |

### Blu-ray Disc / DVD
| 発売日           | BD/DVD タイトル                                       | 備考                        |
| 光のフィルメント | 光のフィルメント                                      | 光のフィルメント            |
| ---------------- | ----------------------------------------------------- | --------------------------- |
| 2011年8月31日    | スフィア LIVE 2010 sphere ON LOVE, ON 日本武道館      | スフィア2作目のライブBD/DVD |
| 2012年6月13日    | 高垣彩陽ファーストコンサートツアー「Memoria×Melodia」 | ソロ1作目のコンサートBD/DVD |
| Be with you      |                                                       |                             |
| 2012年6月13日    | 高垣彩陽ファーストコンサートツアー「Memoria×Melodia」 | ソロ1作目のコンサートBD/DVD |
| Oh Happy Day     |                                                       |                             |
| 2012年6月13日    | 高垣彩陽ファーストコンサートツアー「Memoria×Melodia」 | ソロ1作目のコンサートBD/DVD |